# Anne Schedeen

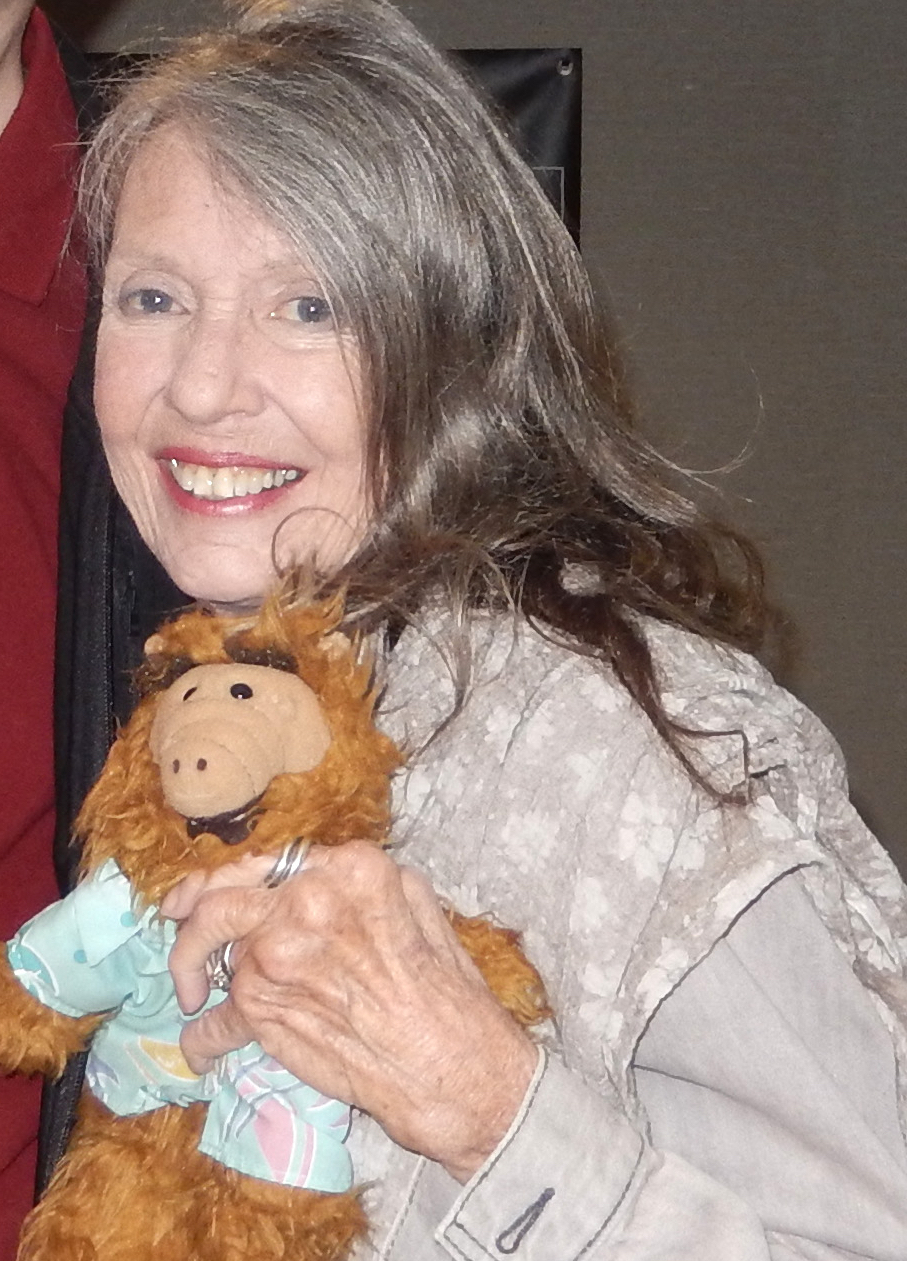
Anne Schedeen, 2019

Anne Schedeen (* 8. Januar 1949 in Portland, Oregon als Luanne Ruth Schedeen) ist eine US-amerikanische Schauspielerin. Bekannt wurde sie mit der Rolle der Kate Tanner in der Sitcom Alf. Sie trat außerdem in Fernsehserien wie Herzbube mit zwei Damen und Für alle Fälle Amy auf.

## Leben und Karriere
Schedeen, deren Vorfahren, die ursprünglich Sjodin hießen, aus Schweden stammten, wuchs auf einer Farm bei Gresham auf. Ihr Vater Roland E. Schedeen war ein Oregon State Senator. Im Alter von sechs Jahren begann sie zu schauspielern, weil ihre Mutter damit Schedeens große Schüchternheit bekämpfen wollte. Ihre Ausbildung begann sie am Portland Civic Theater, später studierte sie an der Portland State University und am Fort Wright College in Toppenish. Eine erste Anstellung hatte sie an einem Dinner Theater in Kauaʻi, Hawaii. Nachdem sie Europa als Backpackerin bereist hatte, zog sie nach ihrer Rückkehr in die USA nach New York City. Schedeen ist mit dem Agenten Christopher Barrett verheiratet und hat eine 1989 geborene Tochter, Taylor „Tay“ Barrett. Die Schwangerschaft wurde auch in die damals laufenden Dreharbeiten zu Alf eingebaut. Tay Barrett folgte ihrer Mutter ins Filmgeschäft und arbeitet unter anderem als Filmemacherin und Komikerin. Auch Schedeens Schwester Sarabeth Schedeen arbeitet als Agentin, die Nichte Minnie Schedeen ist Filmemacherin.
Erste Fernsehrollen übernahm Schedeen 1974. Als Vertragsschauspielerin der Universal Studios hatte sie Gastrollen in diversen Serien des Studios. Eine erste wiederkehrende Rolle verkörperte sie 1975/76 in zehn Episoden der Arztserie Dr. med. Marcus Welby, nachdem sie 1974 schon zweimal in verschiedenen Rollen Gast in der Serie war. Eine weitere wiederkehrende Rolle hatte sie 1978/79 in der Comedyserie Herzbube mit zwei Damen, hier trat sie 1981 und 1982 noch zweimal in verschiedenen Rollen auf. In der kurzlebigen Serie Karussell der Puppen hatte sie 1984 eine erste feste Rolle neben Lloyd Bridges, Lauren Hutton, Richard Beymer, Brenda Vaccaro, Morgan Fairchild, Nicollette Sheridan, Terry Farrell und Jonathan Frakes.
Zwischen 1986 und 1990 spielte Shedeen als Kate Tanner eine Hauptrolle  in der Sitcom Alf. Zehn Jahre nach Ende der Serie führte Schedeen aus, dass die Arbeit an ALF die schwerste ihres Lebens war. Es gab keine Freude am Set, verschiedene Personen hatten problematische Charaktere, das Set war sehr technisiert. Vor allem Szenen mit der ALF-Puppe dauerten sehr lange.
Nach ihrer Rolle in ALF trat Schedeen nur noch selten in Film und Fernsehen auf, die wichtigste Rolle war die der Detective Peggy Fraser in drei Folgen der Serie Für alle Fälle Amy. Nach ihrer aktiven Filmkarriere arbeitete sie in Los Angeles als Antiquitätenhändlerin und Ausstatterin. Nebenbei unterrichtete sie angehende Komiker.
Ende 2015 gab Anne Schedeen dem bulgarischen Fernsehen ein seltenes Interview, in dem sie ausführlich über ihre Zeit in der Serie berichtete. In Bulgarien ist sie auch Botschafterin der Hilfsorganisation Holiday Heroes.

## Filmografie (Auswahl)
- 1974: Der Sechs-Millionen-Dollar-Mann (The Six Million Dollar Man, Fernsehserie, Staffel 1, Folge 12)
- 1974: Get Christie Love! (Fernsehserie, eine Folge)
- 1974: Aloha Means Goodbye (Fernsehfilm)
- 1974: Der Chef (Ironside, Fernsehserie, eine Folge)
- 1974: Lucas Tanner (Fernsehserie, eine Folge)
- 1974–1976: Notruf California (Emergency!, Fernsehserie, sechs Folgen)
- 1974–1976: Dr. med. Marcus Welby (Marcus Welby, M.D., Fernsehserie, 12 Folgen)
- 1975: You Lie So Deep, My Love (Fernsehfilm)
- 1975: Ein Sheriff in New York (McCloud, Fernsehserie, eine Folge)
- 1975: Three for the Road (Fernsehserie, eine Folge)
- 1975–1978: Die Zwei mit dem Dreh (Switch, Fernsehserie, zwei Folgen)
- 1976: Die Sieben-Millionen-Dollar-Frau (The Bionic Woman, Fernsehserie, eine Folge)
- 1976: Embryo
- 1977: Lanigan’s Rabbi (Fernsehserie, eine Folge)
- 1977: Flight to Holocaust (Fernsehfilm)
- 1977: Kingston: Confidential (Fernsehserie, eine Folge)
- 1977: Eine amerikanische Familie (Family, Fernsehserie, zwei Folgen)
- 1977: Exo-Man (Fernsehfilm)
- 1978: Baretta (Fernsehserie, eine Folge)
- 1978: Project U.F.O. (Fernsehserie, eine Folge)
- 1978: Almost Heaven
- 1978–1982: Herzbube mit zwei Damen (Three’s Company, Fernsehserie, fünf Folgen)
- 1979: Champions: A Love Story (Fernsehfilm)
- 1979: Friends (Fernsehserie, zwei Folgen)
- 1979: Never Say Never (Kurzfilm)
- 1979: Der unglaubliche Hulk (The Incredible Hulk, Fernsehserie, eine Folge)
- 1980: Zwei ausgebuffte Profis (Semi-Tough, Fernsehserie, eine Folge)
- 1982–1985: Simon & Simon (Fernsehserie, zwei Folgen)
- 1982: Little Darlings (Fernsehfilm)
- 1983: Ehe mit Hintergedanken (Second thoughts)
- 1984: Cheers (Fernsehserie, eine Folge)
- 1984: E/R (Fernsehserie, eine Folge)
- 1984: Karussell der Puppen (Paper Dolls, Fernsehserie, 13 Folgen)
- 1985: Ein Fall für Braker (Braker, Fernsehfilm)
- 1986: Magnum (Magnum, P.I., Fernsehserie, Folge 6x12: Der Jahrmarktsmörder)
- 1986: Mord ist ihr Hobby (Murder, She Wrote, Fernsehserie, Folge Kunst, Geld und Mord)
- 1986: Slow Burn (Fernsehfilm)
- 1986: Rache ist ein süßes Wort (If Tomorrow Comes, Miniserie, eine Folge)
- 1986–1990: Alf (Fernsehserie, 101 Folgen)
- 1989: Cast the First Stone
- 1991: Perry Mason und der glücklose Freund (Perry Mason: The Case of the Maligned Mobster, Fernsehfilm)
- 1993: Tödliche Gottesanbeterin (Praying Mantis, Fernsehfilm)
- 1996: Mississippi Delta – Im Sumpf der Rache (Heaven’s Prisoners)
- 2001: Für alle Fälle Amy (Judging Amy, Fernsehserie, drei Folgen)
- 2014: Tiny Nuts (Fernsehserie, eine Folge)